# Атамбаева, Раиса Минахмедовна
Раиса Минахмедовна Атамбаева (род. 23 июня 1958, Татарская АССР) — супруга бывшего президента Кыргызстана Алмазбека Атамбаева. Первая леди Кыргызстана с 2011 по 2017 год. Заведующая кафедрой гигиенических дисциплин в КГМА им. И. К. Ахунбаева, доктор медицинских наук (2017), профессор (2018).

## Биография
Родилась 23 июня 1958 года в ТАССР. По национальности татарка.
Во времена Советского Союза её родители переехали в Ош. Здесь она окончила среднюю школу имени Ломоносова, где с младших классов преподавали английский и киргизский язык.
Раиса Атамбаева — кандидат медицинских наук.
В 2016 году стала доктором медицинских наук, защитив диссертацию в Москве. Тема научной работы — «Медико-социальные аспекты формирования и охраны репродуктивного здоровья девушек-подростков КР». Работа выполнена на кафедре профилактической медицины Казанского государственного медицинского университета. Научным консультантом выступила доктор медицинских наук, профессор Эльмира Мингазова. 

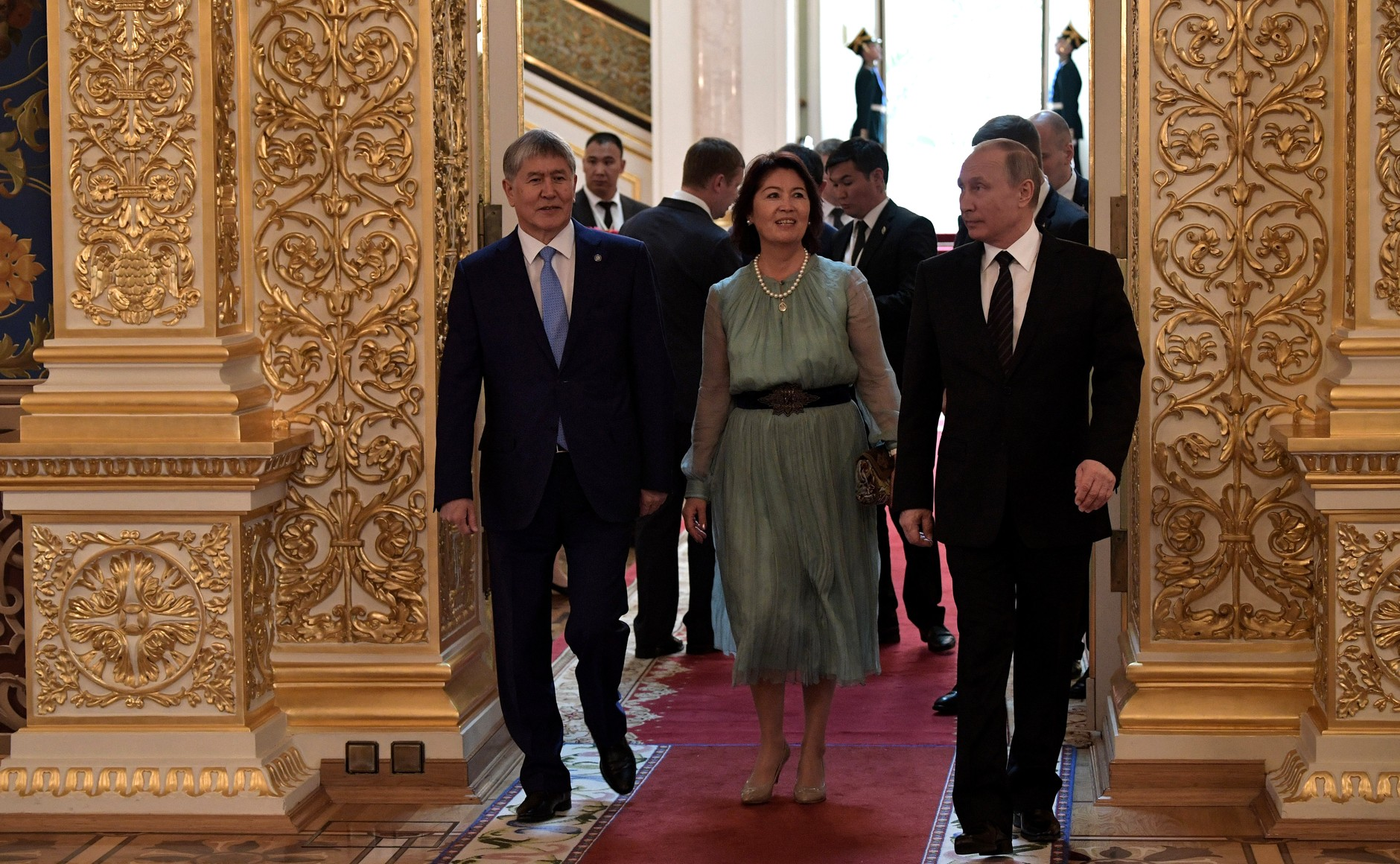
Раиса с мужем Алмазбеком Атамбаевым и президентом России Владимиром Путиным в Кремле. 2017 год

В 2018 году ей было присвоено звание учёное звание профессора. Она защитила работу в Национальном научно-исследовательском институте общественного здоровья имени Н. А. Семашко. Затем была переаттестована Высшей аттестационной комиссией КР.
Атамбаева имеет научно-педагогический стаж свыше 25 лет. Она заведует кафедрой гигиенических дисциплин в Киргизской государственной медицинской академии имени И. К. Ахунбаева. Раиса Атамбаева также опубликовала 87 научных работ, в том числе 75 статей, одну монографию, учебник с грифом Министерства образования и науки Кыргызстана, пять учебно-методических рекомендаций и 17 научных статей.

## Личная жизнь
Раиса Атамбаева вышла замуж за будущего президента Киргизии Алмазбека Атамбаева ещё в 1988 году. Она — вторая жена Атамбаева. У пары родилось двое детей, сын Кадыр (род. 1993; окончил среднюю школу с золотой медалью в 2011 году, затем учился в Турции) и дочка Алия (род. 1997).
Раиса Атамбаева, как первая леди, редко появлялась на публике. Впервые её заметили в день инаугурации президента. Второй раз народ Киргизии увидел Атамбаеву во время визита президента Турции в Киргизию. И только тогда фотожурналистам удалось сфотографировать первую леди Киргизии. До сих пор она ни разу не давала интервью газетам или телевидению — даже в своём выступлении на инаугурации президента Алмазбека Атамбаева она, поприветствовав гостей и поблагодарив их, сказала, что это будет её последнее публичное выступление:
Для меня нет ничего более приятного в моей жизни, чем заплетать волосы дочери Алие, помогать ей с уроками и готовить вкусный ужин для любимого мужа.
Раиса Атамбаева ведёт публичную жизнь и занимается благотворительностью. Несмотря на высшее медицинское образование, она нигде не работает и является домохозяйкой.